# Wilhelm von Neindorff
Friedrich Ludwig Wilhelm von Neindorff (* 20. Oktober 1776 in Magdeburg; † 18. Januar 1844 in Berlin) war ein preußischer Generalmajor und Inspekteur der Artilleriewerkstätten.

## Leben

### Herkunft
Die Familie von Neindorff soll ihren Ursprung im frühen Mittelalter haben. So begleitete Jusarius den Herzog Heinrich den Löwen auf seiner Wallfahrt nach Palästina. Der Sohn des Jusarius, Ludovicus nannte sich nach der unter Heinrich dem Löwen erbauten Burg Nendorp, „von Neindorff“.
Wilhelm entstammte der Beziehung von Christian Ludwig von Neindorff (* 5. Januar 1744; † 6. August 1799) und der Maria Heitger. Sein Vater war preußischer Major a. D., zuletzt im III. (Musketier-)Bataillon des Infanterieregiments „von Kleist“ und Ritter des Ordens Pour le Mérite (1793). Weitere Kinder gingen aus dieser Verbindung hervor, die auf Befehl von König Friedrich Wilhelm III. am 17. Dezember 1798 legitimiert wurden.

### Militärkarriere
Neindorff trat am 1. Juni 1790 in das Feldartilleriekorps der Preußischen Armee ein und nahm während des Ersten Koalitionskrieges an den Kämpfen bei Valmy, Deidesheim, Hochheim, Kettrichhof, Kaiserslautern und Pirmasens teil. Am 9. Mai 1797 wurde er als Sekondeleutnant in das 1. Artillerieregiment versetzt. Während des Vierten Koalitionskrieges kämpfte Neindorff in der Schlacht bei Jena, geriet bei der Kapitulation bei Prenzlau in Gefangenschaft und wurde anschließend inaktiv gestellt.
Nach dem Frieden von Tilsit bekam er am 2. Februar 1808 die Mitteilung, dass er zur Wiederanstellung vorgesehen sei. Am 21. Februar 1809 erfolgte seine Anstellung in der Brandenburgischen Artillerie-Brigade. Dort stieg Neindorff bis Ende August 1813 zum Kapitän und Kompaniechef auf. Während der Befreiungskriege erhielt er für sein Wirken im Gefecht bei Lüneburg den Orden des Heiligen Wladimir IV. Klasse und das Eiserne Kreuz II. Klasse. Ferner bekam er für sein Verhalten bei Großbeeren eine Belobigung. Neindorff nahm außerdem an den Kämpfen bei Dennewitz, an der Göhrde, bei Leipzig, Laon, Wittstock und Antwerpen, sowie am Sturm auf Arnheim teil.
Am 12. April 1815 wurde er dann zum Kommandeur der Reitenden Garde-Artillerie-Batterie ernannt und am 17. März 1816 als Major zur Garde-Artillerie-Brigade versetzt. Zugleich fungierte Neindorff ab dem 26. November 1821 als Mitglied der Examinationskommission für Premierleutnants der Artillerie sowie Mitglied der Artillerie-Prüfungskommission. Am 29. August 1814 erfolgte seine Ernennung zum Brigadier der 6. Artillerie-Brigade und im Jahr darauf erhielt Neindorff das Dienstkreuz. Am 30. März 1830 avancierte er zum Oberstleutnant und wurde dann am 24. Januar 1832 Brigadier der 2. Artillerie-Brigade in Stettin. Dort wurde er am 30. März 1833 zum Oberst befördert, bevor Neindorff am 6. März 1836 zum Inspekteur der Artilleriewerkstätten ernannt wurde und erneut als Mitglied der Artillerie-Prüfungskommission wirkte. Dazu wurde er am 3. April 1836 der 2. Artillerie-Brigade aggregiert. Am 30. März 1840 wurde er Generalmajor. Unter Verleihung des Sterns zum Roten Adlerordens II. Klasse mit Eichenlaub nahm Neindorff am 6. Mai 1841 auf eigenen Wunsch hin seinen Abschied mit der gesetzlichen Pension.
Er starb am 18. Januar 1844 in Berlin und wurde am 22. Januar 1844 auf dem Garnisonfriedhof beigesetzt.
Bereits 1804 schrieb der General Merkatz in seiner Beurteilung: „Ein guter Offizier, der in seinen Dienstverrichtungen fleißig ist und auch die erforderlichen Kenntnisse hat“.

### Familie
Neindorff heiratete am 21. Dezember 1815 in Schwerin Elisabeth Dorothea Artemise Pauli (* 8. Mai 1795; † 26. Januar 1869), eine Tochter des mecklenburgischen Oberzollkommissars Pauli. Das Paar hatte mehrere Kinder:
- Karl Wilhelm, Leutnant
- Bertha († 1859)
- Marianne Wilhelmine (1824–1891), Erste Kammerfrau der Kaiserin Augusta
- Hermann Wilhelm († 1899), Leutnant
- Henriette Wilhelmine (* 22. November 1829)
- Mathilde (1818–1903), Kammerfrau der Prinzessin Karl von Preußen

Die Witwe erhielt vom König zu ihrem Witwengehalt eine jährliche Pension von 200 Talern sowie eine Beihilfe zur Erziehung ihrer jüngsten Tochter. Als Vormund der Kinder bestimmte man den Oberst von Hahn, Chef des Generalstabes der Artillerie.